# 勇士們 (電視劇)
《勇士們》，前名：《決戰七一四》，2011年由中華民國國防部與三立電視合作拍攝的臺灣軍事偶像劇。
該劇於2011年8月2日舉行開鏡儀式，同年9月16日於台視主頻首播，採邊播邊拍的模式。
2011年10月5日第一單元全劇殺青，2011年11月第二單元全劇殺青，2011年12月19日第三單元全劇殺青。

## 概要
此劇為國防部總政治作戰局紀念建國百年、耗資近6000萬元籌拍的「世紀勁旅光榮禮讚」百年軍事偶像劇，2011年2月公開招標，計有中華電視公司、臺灣電視公司、民間全民電視公司、三立電視等電視台投標競爭，後由三立得標，原定2011年7月播出，然因國防部提出男主角需服過兵役、男女主角不要有負面新聞等高標準條件要求，使得主役人選難產，直至2011年7月27日才公佈最終人選，由吳中天、白歆惠出線。
劇本方面，最初公開徵選選定海軍中校楊永華的小說作品《決戰714》，亦以此為劇名，最後定案改為全新的原創劇本，並在2011年7月16日定名為《勇士們》。
劇集15集，共分為三個單元，分別是「抗日戰爭時代」、「古寧頭大捷」與「現代軍旅生活」等三時期，第一單元為張自忠抗日戰役，描述喜峰口戰役，為此劇組將前往中國大陸長城取景拍攝；而第二單元確定由李國毅、陳德烈、陳志強、任容萱主演；而第三單元確定由余函彌、大牙、寇家瑞、楊銘威主演。
為呈現中華民國建國百年，軍人精神隨著時代變遷而『傳承』之意義，國防部與三立電視合作拍攝的建國百年軍事偶像大戲「勇士們」，該劇從9月16日開始播出，循歷史時空脈絡，內容依序分為三個段落不同主題故事，包括以張自忠將軍的生平及抗日戰爭作為故事骨幹，講述的是軍人忠勇愛國、慷慨赴難精神的「光榮一役」、以古寧頭為背景的「關鍵一役」及以陸軍官校學生之養成及畢業後分發至部隊的過程作為故事骨幹，講述現代軍人保家愛民的情懷及現代化軍事訓練的種種樣貌的「承先啟後」，並由寇世勳、馬之秦、吳中天、白歆惠、李國毅、陳德烈、林若亞、寇家瑞、初家晴、張雁名、余函彌、楊銘威、范時軒等老、中、青三代演員合力演出，經歷四個月的拍攝，已於12月23日播出完結篇。

## 播出時間

### 首播
| 頻道                         | 所在地           | 播映日期      | 播出時間                                         | 備註                                 |
| ---------------------------- | ---------------- | ------------- | ------------------------------------------------ | ------------------------------------ |
| 臺視（數位頻道同步播出）     | 中華民國（臺灣） | 2011年9月16日 | 每週五22꞉00播出                                  |                                      |
| 三立都會台（有線台首播）     | 中華民國（臺灣） | 2011年9月18日 | 每星期日20꞉00播出                                |                                      |
| 星和娛家戲劇台（有線台首播） | 新加坡           | 2012年3月11日 | 每星期日19꞉45播出                                | 連續播兩集，Ch 856 三小時延播        |
| Astro 雙星                   | 马来西亚         | 2012年7月17日 | 每週一至週五重播上一集：19꞉30，首播下一集：20꞉30 | 追剧马来松：每周六19꞉30 一连五集重播 |

### 重播
| 頻道                  | 所在地           | 播映日期      | 播出時間          | 備註                          |
| --------------------- | ---------------- | ------------- | ----------------- | ----------------------------- |
| 臺視                  | 中華民國（臺灣） | 2011年9月17日 | 每週六12꞉30播出   |                               |
| 三立都會台            | 中華民國（臺灣） | 2011年9月17日 | 每週六13꞉00播出   |                               |
| 星和娱家戏剧台        | 新加坡           | 2012年3月12日 | 每週一03꞉15播出   | 連續播兩集，Ch 856 三小時延播 |
| 星和娱家戏剧台        | 新加坡           | 2012年3月13日 | 每週二14꞉45播出   | 連續播兩集，Ch 856 三小時延播 |
| 星和娱家戏剧台        | 新加坡           | 2012年3月18日 | 每星期日08꞉15播出 | 連續播兩集，Ch 856 三小時延播 |
| Astro AEC Astro全佳HD | 马来西亚         | 2013年3月8日  | 星期一至五        | 16꞉00（301台） 18꞉00（308台） |

## 演員陣容

### 第一單元（光榮時刻）
抗日名將 張自忠將軍的故事 　　
以張自忠將軍的生平及抗日戰爭作為故事骨幹，講述軍人忠勇愛國、慷慨赴難的精神！ 

#### 主要角色
| 演員   | 角色   | 介紹 | 登場 |
| 吳中天 | 張自忠 | 山東臨清人，44-49歲，臨清的民風強悍，張自小受薰陶，性格剛正不阿，嫉惡如仇，卻是重情講義，有副悲天憫人的心腸。雖然家境富裕，卻對積弱不振的國家，有著滿腔的熱血和抱負。於1911年加入同盟會，後加入西北軍，與軍長宋哲元，兩人袍澤情誼深厚。日本侵略中國形勢惡劣，重新整編的29軍，槍枝武器缺乏，自忠自找上聞名遐邇的杜家刀鋪，與杜慶之成為莫逆，慶之為29軍特製大刀，重擊日本軍，也打響了29軍的名號。1940年5月，日軍發動棗宜會戰。身為集團軍總司令的張自忠，本可不必親自率部隊出擊作戰，但卻不顧部下的再三勸阻，堅持親自率領2000多人渡河作戰。浴血奮戰後，壯烈成仁，享年49歲，追封陸軍二級上將，中國爆發戰爭以來，如此高階將領戰死，此乃第一人…… | 1-5  |
| 白歆惠 | 李敏慧 | 張自忠夫人，17歲嫁給自忠，育有三個子女。知書達理，嫻淑聰慧，深愛自忠，對丈夫愛國家的熱情，有份絕對的支持。母兼父職的為總是缺席的自忠，向孩子解釋著。她有著每個女人的盼望，盼望自忠解甲歸田的那一天，養花種地，含飴弄孫，安享晚年。自忠不幸殉難消息傳來，敏慧留下已成年的三個孩子，絕食而死… | 1-5  |
| 寇世勳 | 杜慶之 | 虛構人物，大刀隊的幕後推手，67歲，一個飽經憂患歷練，意志力堅強而睿智的長者。生長在動盪的時代，在烽煙戰火中討生活，對於內亂和外辱，深惡痛絕。東北戰亂，他唯一的兒子和媳婦亡於戰火。帶著三個孫子和滿腔悲憤回到關內，靠著他製刀的好手藝，在北平打下家底，行事低調，只求平安度日。因深謀遠慮，思慮縝密，做生意講誠信，而與張自忠成為忘年好友。東北形勢險峻，張自忠為了殺敵，絞盡腦汁為部隊設計武器。慶之深受感動，手藝傾囊而出，打造特製鋼刀免費奉送，並親授對付日軍的必殺刀法。29軍憑著慶之的大刀，在喜峰口戰役打敗日軍。盧溝橋事變，自忠因接下北平市長，而被冠以「漢奸」之名之時，慶之始終亦父亦友陪伴在他身邊。大戰即將爆發，慶之被自忠的豪邁所感動：找一個戰死的地方……慶之決定鋌而走險，幫助自忠逃出北平。慶之遭不幸時，交代孫子們，一定要找到張自忠... |      |
| 卓文萱 | 徐玉樹 | 虛構人物，20歲，秀外慧中，一腔熱血為國除奸的愛國女青年，十分景仰張自忠的為人。當張自忠擔任北平市長，輿論一致指責其為賣國漢奸時，玉樹對張自忠的誤解極深，幾度想趁機暗殺張自忠，卻更進一步的得知事實的真相，玉樹因此對張自忠有更進一步的認識進而產生情愫，抗戰勝利後死於第二次國共內戰。 |      |

#### 其他角色
| 演員                              | 角色        | 介紹 | 登場   |
| 傅雷                              | 宋哲元      | 中華民國國軍，陸軍第29軍中將軍長，跟張自忠同為山東人，比張自忠大6歲，出身貧寒，自幼從軍，即跟著馮玉祥。是個城府較深，難以捉摸，喜怒不形於色的人。既有愛國意識，又放不下軍閥割據的既得利益；對於權力和金錢難以抗拒，卻又覺得必須要顧全大局而捨棄個人利益，是個性格矛盾、無法真正捨己的人。想和平解決跟日本關係，因而派張自忠赴日訪問，缺乏作戰準備，導致北平、天津很快的陷落。1938年春，任一戰區副司令，不久染上肝病，于1940年3月辭職回到其夫人的故鄉四川，不久即病逝。                                                          | 1-5    |
| 鐘倫理                            | 秦德純      | 中華民國國軍，陸軍第29軍副軍長，第四集北平市市長 | 1-5    |
| 趙正平                            | 龐炳勳      | 中華民國國軍，陸軍少將軍長，1879年生於河北，年齡比張自忠和宋哲元都大，外號「龐瘸子」，個性投機狡猾，投身軍旅，缺乏忠誠，每於重要關頭為己身利益而倒戈。與張自忠同曾同為馮玉祥部下，北方軍閥中人稱「龐瘸子」。因私心重，欲併吞張自忠部隊，甚至向張自忠部隊開火，讓張差點喪命，兩人因此結下樑子，為人雖令張自忠不齒，但在最後關頭仍出兵救援龐。 | 1-5    |
| 陳志強                            | 馮治安      | 中華民國國軍，陸軍第29軍37師少將師長 | 1-3、5 |
| 李至正                            | 佟澤光      | 張自忠擔任師長之時為其旅長，追隨張自忠。 | 1-5    |
| 那維勳                            | 趙登禹      | 1899出生，務農出身，沒念過幾天書，山東老粗，但天生臂力超人，可舉數百斤之大石，孔武有力。13歲時拜師習武。拳術，刀法，都精通。除武藝超群，更兼具武德，且事親至孝，能行俠仗義，有打虎將軍之稱。後任29軍132師師長，大刀隊中，數他的刀法最厲害，刀法和槍打並用，渾身是膽，打鬼子以一當百，別人殺十個，他可以殺一百。喜峰口大捷，曾砍殺日軍千餘名，是918以來中國軍隊的首次重大勝利。於四年後的平津保衛戰壯烈犧牲！…… | 1-5    |
| 張卓楠                            | 趙登舜      | 趙登禹的堂弟，21-22歲，武藝精湛，後因為違法軍紀被張自忠以軍法後成為大刀隊敢死隊的成員之一。 | 1-5    |
| 馬之秦                            | 自忠媽媽    | 六十多歲，張自忠的母親，馮氏，慈祥和藹，與人為善的長者。雖沒有讀過書,但為人通達，處事幹練，治家教子都頗有章法，很受子女尊敬。每逢冬春之交，心地善良的她總是拿出糧食和棉布接濟貧窮的鄉親，深得鄉民愛戴。由於父親早逝，張自忠的成長受到母親影響很大。她人生哲學即以和為貴，不論家庭，鄰里街坊，都以和善面對。當一向敬重她的街坊把她買的東西，扔在她臉上，並罵她為「漢奸」之母時，她經歷人生最難堪和難熬的一段時間。但對自己的孩子，她有信心，相信自己孩子是清白的，媳婦敏慧從她身上學到很多為妻為母的智慧。抗戰勝利後死於國共內戰 | 1-5    |
| JUNIOR                            | 張竟        | 張自忠的副官，張自忠從家鄉帶出來兵，同鄉同宗，小名「棒鎚」，憨直傻氣，書讀得不多，受自忠影響，懂孝弟知忠信，對自忠忠心耿耿，打從心眼裡佩服景仰，是個討喜的人物。 | 1-5    |
| 石班瑜                            | 史當        | 虛構人物，財務士 | 1-3、5 |
| 周凱文                            | 趙青山      | 在趙登舜被軍法處置後接替其所有職務 | 2-5    |
| 余晉                              | 張廉珍      | 張自忠長子，曾非常討厭父親張自忠為了軍隊事情不管家裡的事情，經奶奶開導，與父親關係逐漸修好。 | 1-5    |
| 徐少麟                            | 張廉靜      | 張自忠次子，17-22歲，只比哥哥小一歲，身材瘦小身體孱弱，個性內向，喜好文藝。數年後染患肺癆，因此喪命。 | 1-2    |
| 鄭禹瑄                            | 張廉雲      | 張自忠長女。 | 1-5    |
| 林昕陽                            | 杜嵩        | 虛構人物，杜慶之的長孫，19-24歲，謹慎，憨厚，父親過世後跟著爺爺做生意，應對進退合宜。爺爺臨終交代他去找張自忠，拔山涉水帶著弟弟找到張的部隊，成為張部隊的一員。近身接觸張自忠，深受他為人處世影響，對他甚為敬仰。張自忠的一生，在杜嵩幼小心靈上，彷彿澆下肥沃的養分，讓他活得更堅強，更勇敢，更有智慧。在爺爺死後加入張自忠之軍隊，曾誤會張自忠是通敵叛國，死於平津戰役 | 1-5    |
| 巫建和                            | 杜俊        | 虛構人物，杜慶之的二孫子，17- 22歲，聰明反應快，愛搗蛋，心眼多，花樣多，膽子大，好奇心重。只跟哥哥差一歲，常不按牌理出牌，常令杜慶之頭疼，在杜慶之死後加入張自忠之軍隊，曾誤會張自忠是通敵叛國，後歷任排長，連長，營長 | 1-5    |
| 喻虹淵                            | 杜媛        | 虛構人物，杜慶之的小孫女，16-20歲，杜家唯一的女孩，聰明伶俐，有膽識，得理不饒人。像杜俊姊姊一樣管著他盯著他，兩人感情好卻是死對頭，對家人特別是爺爺都很上心。在爺爺死後本來想當女兵，欲被張自忠拒絕，曾誤會張自忠是通敵叛國，後誤會真相大白，被日本人非禮後變得性格古怪，後期有變正常，之後受徐玉樹影響當上記者，抗戰勝利後死於國共內戰 | 1-4    |
| 加賀美智久                        | 村上啓作    | 日軍第11軍39師團長中將 | 1-3、5 |
| 福地佑介 大谷主水 (夢多) 下村昌史 | 日本特務ABC | | 1-3    |

#### 特別客串
| 演員   | 角色   | 介紹                                                             | 登場 |
| 鄭平君 | 王文龍 | 虛構人物，戰死前還拿著ZB26式輕機槍對著日本兵掃射，最後壯烈殉國   | 1-5  |
| 張志龍 | 偉國   | 虛構人物，慶之的部下，為了救老爺打日本軍而犧牲                   | 1-3  |
| 車冠德 | 長貴   | 虛構人物，慶之的部下，為了救老爺打日本軍而犧牲                   | 1-3  |
| 林嘉俊 | 大牛   | 虛構人物，慶之的部下，被犧牲搶日軍的地圖                         | 1-2  |
| 劉克勉 | 梁中甲 | 虛構人物，慶之的部下，為了救老爺打日本軍而犧牲                   | 1-3  |
| 鄒守宏 | 趙彬   | 虛構人物，陪玉樹做記者探訪張將軍，抗戰勝利後跟玉樹死於文化大革命 | 2-5  |
| 黃少祺 | 吉星文 | 中華民國國軍，陸軍第29軍37師219團團長                            | 4    |

### 第二單元（關鍵一役）國共內戰

#### 主要角色
| 演員   | 角色            | 介紹 | 登場 |
| 李國毅 | 林志宏 （阿宏） | 虛構人物，第二單元的主角，被日軍抓走當軍伕，但因為在一次的逃跑遇到了杜俊被收編                                                                           | 6-9  |
| 任容萱 | 王小桃          | 喜歡鄭重生 | 7-9  |
| 陳德烈 | 杜俊            | 中華民國陸軍上尉連長，原本跟在張自忠將軍身邊，抗戰勝利後，因國軍在國共內戰失利的關係，移防臺灣，但共軍持續侵占廈門，使得他必須移防金門，守住最後一道防線 | 6-9  |
| 陳志強 | 鄭重生          | 虛構人物，被抓去當軍伕，在一次的逃跑遇到了杜俊被收編，因緣際會相遇小桃，正要緣定終身。原本看似自私的角色，因為有了守護的目標，壯烈犧牲。                 | 6-9  |

#### 其他角色
| 演員        | 角色            | 介紹 | 登場   |
| 何以奇      | 莊美蓮          | 林志宏的老婆，林志宏當軍人後又懷孕 | 6-7、9 |
| 林若亞      | 徐眉            | 在金門當國軍中尉輔導員。巾幗不讓鬚眉，古寧頭戰役，在南山北山以心戰喊話等兵不血刃方式，使共軍投降，其與杜俊的情愫，在當時時空背景無法公然於部隊展現，後與杜俊共同扶養副營長託孤 | 7-9    |
| 李嘉文 地球 | 王明輝 （阿輝） | 因不小心打翻米，所以被日本人打，在一次的逃跑遇到了杜俊被收編，又因為為了救林志宏和鄭重生，被共產黨槍殺                                                                         | 6-7    |
| 陳怡嘉      | 阿滿            | 阿輝的未婚妻 | 6-7、9 |
| 錢韋成      | 楊展            | 領子上有一條槓槓的排長，跟重生、志宏、紹林、震球、再坤是好朋友。真實歷史人物，66號戰車的組員。                                                                                 | 6-9    |
| 于浩威      | 曾紹林          | 情書聖手，卻沒有為自己寫過半張情書。真實歷史人物，66號戰車的組員，最後在古寧頭戰役用重機槍衝鋒戰死。                                                                           | 8-9    |
| 洪瑞霞      | 林母            | 林志宏的媽媽 | 6-7、9 |
| 陳瓊美      | 輝母 （阿福嬸） | 丈夫曾經被日本人抓去打仗，後戰死，所以她很排斥讓王明輝上中國戰場打自己人 | 6-7、9 |
| 葛西健二    | 谷崎春夫        | 日本警察，臺灣光復留下來後變郵差 | 6-7、9 |

#### 特別客串
| 演員            | 角色     | 介紹 | 登場 |
| 陳博正          | 林父     | 林志宏的爸爸，因為一場空襲而被炸死 | 6    |
| 黃健瑋          | 周明琴   | | 8-9  |
| 陳鼎超          | 唐在坤   | 下士班長，真實歷史人物，66號戰車的組員。 | 6-9  |
| 莊清就          | 熊振球   | 戰車砲手，為66號戰車命名為「熊爺」。真實歷史人物，66號戰車的組員。                                                                                               | 6-9  |
| 大谷主水 (夢多) | 中川昭一 | 大日本帝國陸軍大佐，因為徵收了志宏家的水牛與其發生衝突，之後將志宏關起來，之後將志宏等人強制徵召入伍並且帶到廈門，日本投降之後將部隊交給杜俊的部隊處理後切腹自殺 | 6    |
| 伊集院將        | 佑一郎   | | 9    |

### 第三單元（承先啟後）陸軍官校的學生生活

#### 主要角色
| 演員              | 角色   | 介紹                     | 登場  |
| 楊銘威            | 杜為義 | 虛構人物，第三單元的主角 | 10-15 |
| 寇家瑞            | 陸海生 | 虛構人物                 | 10-15 |
| 大牙              | 王靜雯 | 虛構人物，陸軍官校連長   | 10-13 |
| 余函彌 （資工彌） | 郭雅文 | 虛構人物                 | 10-15 |

#### 其他角色
| 演員     | 角色   | 介紹                                                                                               | 登場  |
| 丁強     | 杜俊   | 老年的杜俊，曾經歷過八年抗戰、古寧頭大捷等在歷史有名的戰爭                                         | 10-15 |
| 張雁名   | 杜為忠 | 陸軍官校學生指揮部少校連長，人稱黑豹連長，管教非常嚴厲                                             | 10-15 |
| 初家晴   | 杜為愛 | 杜俊的孫女，官校學姊（新生入伍訓女生連班長），後成為賴天恩女友                                     | 10-15 |
| 范時軒   | 雷梅芳 | 杜為義的同學，曾捐血給杜為義救了他一命                                                             | 10-15 |
| 孟庭麗   | 翁敏惠 | 郭雅文的老母                                                                                       | 10-13 |
| 何姵蓓   | 官鳳儀 | 杜為義在陸軍官校的同學，喜歡杜為義                                                                 | 11-15 |
| 安娜・李 | 李安娜 | 杜為義在陸軍官校的同學                                                                             | 11-15 |
| 董舜豪   | 賴天恩 | 杜為愛在陸軍官校的同學，官校學長（新生入伍訓男生連班長），後成為杜為愛男友                         | 11-14 |
| 胡伯祥   | 熊霆威 | 杜為義在陸軍官校的同學                                                                             | 11-15 |
| 林柏宏   | 鍾思賢 | 杜為義的同學，也是好麻吉，與杜為義一起去陸軍官校受入伍訓，但因在校外打架而被退學，現在在當房屋仲介 | 10-15 |
| 陳信在   | 阮振芳 | | 11-15 |
| 江韋良   | 陳力行 | | 11-15 |
| 劉美玲   | 黃嘉綺 | 為忠、為愛、為義的母親                                                                             | 10-15 |

#### 特別客串
| 演員   | 角色   | 介紹                                                     | 登場       |
| 丁強   | 杜啟東 | 為忠、為愛、為義的父親，杜俊的養子，副營長羅志軍的兒子。 | 13（照片） |
| 王利   | 張婆婆 | 張連城之母，王靜雯婆婆                                   | 11-13      |
| 林忻佑 | 馬邦興 | 空軍官校入伍生，與杜為義入伍訓同一連。                   | 11-15      |
| 蘇博暉 | 徐崇敬 | 海軍官校入伍生，與杜為義入伍訓同一連。                   | 11-15      |
| 林宜水 | 濬豪   | 入伍生結訓的教官                                         | 13         |
| 蔣珅益 | 王奕翔 | 入伍生結訓的教官                                         | 13         |
| 曾聖賢 | 曾聖賢 | 入伍生結訓的教官                                         | 13         |

## 電視劇歌曲
| 曲別   | 歌名       | 演唱者      | 作詞   | 作曲   |
| 片頭曲 | 勢在必行   | 陳勢安、Bii | 戴佩妮 | 戴佩妮 |
| 片尾曲 | 不習慣喊痛 | 陳勢安      | COZY   | 蕭恆嘉 |

## 拍攝場景
第二單元（關鍵一役）的拍攝場景為新竹縣。分別為湖口鄉、新豐鄉等地。

第三單元（承先啟後）的拍攝場景為臺灣高雄市。分別為高雄港真愛碼頭、國軍高雄總醫院、高雄鳳山陸軍官校、谷關山訓場等地。

## 收視率
| 播映日期       | 集數 | 平均收視率 | 收視排名 | 備註       |
| -------------- | ---- | ---------- | -------- | ---------- |
| 光榮時刻       |      |            |          |            |
| 2011年9月16日  | 1    | 0.47       | 4        |            |
| 2011年9月23日  | 2    | 0.46       | 4        |            |
| 2011年9月30日  | 3    | 0.44       | 4        |            |
| 2011年10月7日  | 4    | 0.38       | 4        |            |
| 2011年10月14日 | 5    | 0.61       | 3        |            |
| 關鍵一役       |      |            |          |            |
| 2011年10月21日 | 6    | 0.25       | 3        |            |
| 2011年10月28日 | 7    | 0.46       | 5        |            |
| 2011年11月4日  | 8    | 0.42       | 5        |            |
| 2011年11月11日 | 9    | 0.48       | 5        |            |
| 承先啟後       |      |            |          |            |
| 2011年11月18日 | 10   | 0.37       | 4        |            |
| 2011年11月25日 | 11   | 0.55       | 3        |            |
| 2011年12月2日  | 12   | 0.48       | 4        |            |
| 2011年12月9日  | 13   | 0.55       | 3        |            |
| 2011年12月16日 | 14   | 0.24       | 4        |            |
| 2011年12月23日 | 15   | 0.43       | 4        | 全劇共15集 |
| 平均收視       | -    | 0.43       | -        |            |

- 同時段節目：民視：《 新兵日記之特戰英雄/廉政英雄》、中視：《珍愛林北 /金鐘獎頒獎典禮/ 真的漢子》、華視：《拜金女王/WOMAN愛旅行(第15集-第23集）》、三立《愛。回來》
- 由AGB尼爾森調查，調查範圍是四歲以上收看電視之觀眾。
- 資料來源：中時娛樂、凱絡媒體週報

## 製作團隊
片頭工作人員表（第1-5集）
- 監製：劉麗惠、陳一俊
- 協力監製：柯雁心
- 製作人：俞惟中、方泓仁
- 總策劃：陳興國
- 編劇：劉凡禎、方泓仁
- 導演：鄔汝彬、王曉海

片頭工作人員表（第6-9集）
- 監製：劉麗惠、陳一俊
- 協力監製：柯雁心
- 製作人：俞惟中、方泓仁
- 總策劃：陳興國
- 編劇：方泓仁、呂鑫、杜志傑、諸英、黃詩婷、林鼎鼐
- 執行導演：林敏祥
- 導演：明金城

片頭工作人員表（第10-集）
- 監製：劉麗惠、陳一俊
- 協力監製：柯雁心
- 製作人：俞惟中、方泓仁
- 總策劃：陳興國
- 編劇：方泓仁、呂鑫、杜志傑、王愛美、諸英
- 執行導演：林敏祥
- 導演：明金城

片尾工作人員表（第1-5集）
- 片頭題字：張炳煌
- 企劃：黃姿潔、李育倩
- 執行製作：林宥妤、尚元誠、陳益揚
- 武術組：李文正
- 副導演：楊文勤、孫證筌
- 場記：陳婉玉
- 攝影：林文凱、丁保誠、江育明
- 攝影助理：黃介鍊、葉柏逸、曾繁榮
- 攝影工程：像影視有限公司
- 燈光：游勝昌
- 燈光助理：施富益、鄭得壽
- 美術指導：嚴興國、李建裕
- 美術道具：蒲士誠、林建德
- 道具助理：林健銘、林文棋、羅兆德
- 服裝造型：游雯琪
- 梳化妝：李佳珮、王秀婷、許耘爾、黃雅芬、俞奎如
- 化妝助理：張紋綺、徐詩婷
- 服裝：蕭許曉玲
- 服裝助理：林姿吟、陳怡如
- 場務：葉子龍、邱子軒、陳力仁、江偉豪、張淼能
- 視覺監製：何當裕
- 視覺設計：蔡瑞龍、徐功行、余書蓓
- 剪輯：顧得影像-游小東
- 後製剪輯：劉美蓉、歐陽澤、范志明
- 動畫設計：王聖竹
- 動畫製作：陳志良、張佑寧、張雅嵐
- 音樂提供：老鷹音樂製作股份有限公司
- 配樂監製：老鷹音樂製作股份有限公司
- 配樂製作：老鷹音樂製作股份有限公司
- 成音：瑞音樂有限公司
- 音樂統籌：余政憲
- 音效：甯治平、李明哲、陳宥廷、祝立群
- 花絮編導：鮑夢德、李俊宏
- 行銷宣傳：廖翎妃、劉立平、劉懿嫻、陳依婷、陳靖波
- 數位行銷：謝玒玲、高玉秀、許銘修、許德宏、范淑惠、楊惠敏、劉慈齡
- 劇照：涂敏勝、派脆克
- 製作公司：台灣異動傳播製作公司、三立電視

片尾工作人員表（第6-9集）
- 片頭題字：張炳煌
- 企劃：黃姿潔、李育倩
- 執行製作：張書福、李宗翰
- 執行助理：許宇翔
- 副導演：王文妏
- 場記：吳瑋潔
- 攝影：劉恩傑、廖崇逸
- 攝影助理：林俊仁、陳光陽、朱志偉
- 攝影工程：悦鏡攝影有限公司
- 燈光：吳信賢
- 燈光助理：林家緯、穆家毅、饒孝桉
- 美術指導：李建裕
- 美術助理：陳泰佑、楊娟、陳柏志
- 道具：李冠佑、高玉霖
- 爆破：陳東海
- 梳化妝：許耘爾、王秀婷
- 化妝助理：張紋綺、徐詩婷
- 服裝：蕭許曉玲
- 服裝助理：張紋綺
- 場務：羅智仁、周培凱、涂贊祥、邱子軒
- 視覺監製：何當裕
- 視覺設計：蔡瑞龍、徐功行、余書蓓
- 剪輯：顧得影像-游小東
- 後製剪輯：劉美蓉、歐陽澤、范志明
- 動畫設計：王聖竹
- 動畫製作：陳志良、張祐寧、張雅嵐
- 音樂配樂製作提供：老鷹音樂製作股份有限公司
- 配樂製作：林冠吟、何俊明、李思慧、天空之城、藍芽文化事業
- 成音：瑞音樂有限公司
- 音樂統籌：余政憲
- 音效：甯治平、李明哲、陳宥廷、祝立群
- 花絮編導：鮑夢德、李俊宏
- 行銷宣傳：廖翎妃、劉立平、劉懿嫻、陳依婷、陳靖波
- 數位行銷：謝玒玲、高玉秀、許銘修、許德宏、范淑惠、楊惠敏、劉慈齡
- 劇照：涂敏勝、派脆克
- 製作公司：台灣移動傳播製作有限公司、三立電視

片尾工作人員表（第10-集）
- 片頭題字：張炳煌
- 企劃：黃姿潔、李育倩
- 執行製作：張書福、賴佳榮
- 執行助理：許宇翔
- 演員統籌：林宥妤
- 副導演：王文妏
- 場記：吳瑋潔、溫隆盛
- 攝影：劉恩傑、簡新祐
- 攝影助理：林俊仁、陳光陽、朱志偉
- 攝影工程：悅鏡攝影有限公司
- 燈光：吳信賢
- 燈光助理：林家緯、林明毅、黃政豪
- 美術指導：李建裕
- 道具：李冠佑、楊娟、陳信順
- 梳化妝：許耘爾、王秀婷
- 化妝助理：謝億珊
- 服裝：蕭許曉玲
- 服裝助理：林姿吟
- 服裝公司：秦家班
- 場務：羅智仁、周培凱、劉志祥、陳恆懋
- 視覺監製：何當裕
- 視覺包裝：蔡瑞龍、徐功行、余書蓓
- 剪輯：顧得影像-游小東
- 後製剪輯：劉美蓉、歐陽澤、范志明
- 動畫設計：王聖竹
- 動畫製作：陳志良、張祐寧、張雅嵐
- 音樂配樂製作提供：老鷹音樂製作股份有限公司
- 配樂製作：林冠吟、何俊明、李思慧、天空之城、藍芽文化事業
- 成音：杰瑞音樂有限公司
- 音樂統籌：余政憲
- 音效：甯治平、李明哲、陳宥廷、祝立群
- 花絮編導：鮑夢德、李俊宏
- 行銷宣傳：廖翎妃、劉立平、劉懿嫻、陳依婷、陳靖波
- 數位行銷：謝玒玲、高玉秀、許銘修、許德宏、范淑惠、楊慧敏、劉慈齡
- 劇照：塗敏勝、派脆克
- 製作公司：台灣移動傳播製作有限公司、三立電視

## 迴響
該劇放映後反應相當冷淡，收視率均不及1%。主因是內容較為沉悶、以及劇情中的各場戰役和歷史人物較不為社會大眾所熟知有關。除了演員的表現過於背稿生疏，另外劇組在第一單元與第二單元中無論是國軍、日軍甚至是共軍的武器與裝備均出現錯誤的裝備，甚至是在北方的戰役背景卻出現熱帶植物等荒謬的錯誤。

## 相關節目
- 《大兵日記》
- 《新兵日記》
- 《新兵日記之特戰英雄》
- 《女兵日記》

## 相關新聞
- 《決戰七一四》 愛國也要愛情[10] （中國時報 2011/03/02）
- 國防部偶像劇要求嚴謹　阮經天、鄭元暢未服兵役出局！[11] （NOWnews 2011/03/02）
- 國防部搞偶像劇外行 龜毛選角小天出局[12] （蘋果日報 2011/03/02）
- 王小棣掌舵 傳楊一展林佑威接《決戰》[13] （中國時報 2011/06/25）
- 國軍偶像劇停擺　三立出面否認[14] （銘報即時新聞 2011/07/06）
- 白歆惠入選《勇士們》 體驗鐵的紀律[15] （蘋果日報 2011/07/16）
- 國軍偶像劇開拍 國防部慎重指導[16] （華視新聞網 2011/08/02）
- 「勇士們」傳承國軍使命　凝聚全民愛國信念[17] （軍聞社 2011/08/02）
- 吳中天扮張自忠 未開拍先見紅[18] （自由時報 2011/08/03）
- 思想要純正 國軍偶像劇選角嚴[19] （中央社 2011/08/03）
- 勇士們道具超現實 立委盼改善[20] （中央社 2011/08/04）
- 三立：「勇士們」劇中道具都經考證[21] （聯合新聞網  2011/08/05）
- 《勇士們》報酬率低 浪費公帑 ；《新兵》兩部收視亮眼 勇士砸4千萬反應冷[22] （Yahoo!奇摩新聞／自由時報2011/09/30）

## 外部連結
- 官方网站－台視（繁體中文）
- 勇士們的Facebook專頁

## 電視節目的變遷
| 台視主頻 周五22:05~24:05                       | 台視主頻 周五22:05~24:05            | 台視主頻 周五22:05~24:05 |
| ---------------------------------------------- | ----------------------------------- | ------------------------ |
|                                                | 勇士們 （2011.09.16 - 2011.12.23）  |                          |
| 下一站，幸福(重播) （2011.07.22 - 2011.09.09） | 前男友 （2011.12.30 - 2012.03.30）  |                          |
| 三立都會台 周日20:00~22:00                     |                                     |                          |
| 海豚灣戀人(重播) （2011.06.05 - 2011.09.04）   | 勇士們 （2011.09.18 - 2011.12.25 ） | 真愛找麻煩(重播)         |

| 星和娱家戏剧台 劇集首映 星期日 19:45—21:30 時段 | 星和娱家戏剧台 劇集首映 星期日 19:45—21:30 時段  | 星和娱家戏剧台 劇集首映 星期日 19:45—21:30 時段 |
| ----------------------------------------------- | ------------------------------------------------ | ----------------------------------------------- |
|                                                 | 勇士們 （2012.03.11 – 2012.06.17） NC16 成人題材 |                                                 |
| 古今大戰秦俑情 （2011.12.24 - 2012.03.04）      | 灿烂人生 （2012.1.8 - 2012.7.8）                 |                                                 |